# 星云科幻
《星云科幻》（英語：Nebula Science Fiction）是苏格兰历史上首本科幻杂志，于1952至1959年出版，彼得·汉密尔顿主编。汉密尔顿利用父母印刷公司的闲置产能印刷杂志，但公司还有其他业务，所以早期出版很不规律。1955年，他开始在都柏林的工厂印刷，出版周期略有改善，但直到1958年才开始按月刊稳定发行至1959年。《星云科幻》的大部分读者来自其他国家，英国境内买家仅占四分之一。20世纪50年代末，南非和澳大利亚开始管制外国期刊进口，英国还对刊物加收销售税，导致汉密尔顿的财务负担加重，杂志很快停刊，最后一期是1959年6月号。
汉密尔顿竭力鼓励新作家投稿，而且稿酬费率高于竞争对手，这都成为杂志深受作家青睐的重要原因。汉密尔顿起初无法同美国市场竞争，但他采取向每期最受欢迎的小说增发奖金等手段追赶，最终达到与美国业界领先杂志并驾齐驱的高度。许多知名作家在《星云科幻》发表处女作，如羅伯特·西爾柏格、布赖恩·阿尔迪斯和鲍勃·肖等。杂志很受科幻爱好者好评，据作家肯·布尔默回忆，“许多（科幻）爱好者都视其为最喜欢的英国科幻杂志”。

## 出版史
1952年，18岁的彼得·汉密尔顿刚刚离开学校准备找份工作，因健康状况欠佳不能从事高强度体力劳动。他的双亲在格拉斯哥开办印刷厂，名为冠点出版社（Crownpoint Publications），但业务量还不足以保持机械全天候运转。汉密尔顿夫妇打算利用机器的闲置产能进军出版业，并接受儿子的建议发行科幻小说平装书。冠点买下两部小说版权后联系当地批发商负责分销，但批发商表示平装书很难卖，办成定期出版的杂志才可能热卖。《星云科幻》由此诞生，创刊号为1952年秋季刊，共卖出4000份。
| | 1   | 2   | 3   | 4   | 5   | 6  | 7  | 8   | 9   | 10 | 11 | 12  |
| --- | --- | --- | --- | --- | --- | -- | -- | --- | --- | -- | -- | --- |
| 1952 |     |     |     |     |     |    |    |     | 1/1 |    |    |     |
| 1953 | 1/2 |     | 1/3 |     | 1/4 |    |    | 2/1 |     |    |    | 2/2 |
| 1954 |     | 2/3 |     | 2/4 |     |    |    | 9   |     | 10 |    | 11  |
| 1955 |     |     |     | 12  |     |    |    |     | 13  |    | 14 |     |
| 1956 | 15  |     | 16  |     |     |    | 17 |     |     |    | 18 | 19  |
| 1957 |     |     | 20  |     | 21  |    | 22 | 23  | 24  | 25 |    |     |
| 1958 | 26  | 27  | 28  | 29  | 30  | 31 | 32 | 33  | 34  | 35 | 36 | 37  |
| 1959 | 38  | 39  |     |     | 40  | 41 |    |     |     |    |    |     |
| 《星云科幻》出版详细信息，表格最左侧是年份，上方是月份，其他数字 代表“卷号/期数”，前四期分别是1952年秋、1953年春、1953年夏和 1953年秋，第五期开始标示月份。 |     |     |     |     |     |    |    |     |     |    |    |     |

宣传广告声称《星云科幻》是“苏格兰第一本科幻杂志！！”。许多英国科幻爱好者协助汉密尔顿制作杂志，包括肯·斯莱特、奥布里·文森特·克拉克（Aubrey Vincent Clarke）和约翰·布鲁纳（John Brunner）。威廉·坦普尔（William F. Temple）不但以顾问身份参与，还协助编辑文稿。杂志资金均由汉密尔顿提供，但他必须拿到每期发行收入后才有钱投入下一期。此外，冠点出版社还有其他业务，所以早期《星云科幻》的出版周期很不规律。发行12期后，印刷排期上难以调和的矛盾促使汉密尔顿把杂志外包给都柏林某印刷厂，不再与父母的工厂合作。此后的杂志发行周期略有改善，基本能满足双月刊计划，但还是偶有延误。汉密尔顿定下的稿酬费率为每千字21先令，相当于每字0.3美分，虽无法与美国市场相比，但已经超过英国同期杂志《正宗科幻》（Authentic Science Fiction）支付的每千字20先令。汉密尔顿还为每期读者最喜欢的作品提供两先令或五先令奖金，对许多作家颇具吸引力，后来他还把知名作家的稿费增至每字两便士（相当于2.3美分），超出当时包括《新世界》（New Worlds）在内所有的英国杂志，已经接近美国杂志的顶尖水平。支持高稿酬的同时，汉密尔顿还愿意与新作家合作，促使他们优先考虑《星云科幻》。
根据汉密尔顿发表在1957年9月杂志上的社论，《星云科幻》当时的发行量约为四万册。1958年1月，杂志开始遵循月刊周期出版并一直坚持到1959年初。杂志发行量虽大，但英国本土买家仅占约四分之一，澳大利亚市场也有约四分之一，美国约有三分之一，南非也有近一成。20世纪50年代末，南非和澳大利亚因经济原因相继开始限制外国杂志进口，杂志收入大减，英国增收销售税之举更是雪上加霜，汉密尔顿被迫停刊，最后一期是1959年6月刊，杂志共持续41期。 此外，汉密尔顿的身体状况也是他决定停刊的重要原因。

## 内容和评价
汉密尔顿最初的打算是发行平装书，并为此购得两部小说版权，分别是··詹姆斯（E.R. James）的《机器人从不哭泣》（Robots Never Weep）和··雷耶（F.G. Rayer）的《放牧我等》（Thou Pasture Us）。两篇文章后来用在前两期杂志上，余下的位置很少，但主编还是在创刊号登载范·沃格特的短篇小说，第二期刊登约翰·布鲁纳和埃德温·查尔斯·图布（Edwin Charles Tubb）的短文，并伴有其他知名度不及的作家文章。杂志上另有沃尔特·威利斯（Walt Willis）主持的专栏《电动粉丝》（The Electric Fan），之后更名《粉丝全景图》（Fanorama），主要涉及科幻粉丝文化。
许多英国知名作家开始与《星云科幻》合作，如威廉·坦普尔和埃里克·弗兰克·罗素（Eric Frank Russell），一同出现的还有新作家。汉密尔顿乐于同新人合作，1953年多位把处女作卖给《星云科幻》的写手之后成为名家，如布赖恩·阿尔迪斯（Brian Aldiss）、巴灵顿·贝利（Barrington Bayley）和鲍勃·肖（Bob Shaw）。不过，这些作品并非全部刊登在1953年的杂志上，例如阿尔迪斯的是在1956年11月刊载，此时作者已有其他作品问世。贝利的处女作至今尚无定论，有可能是1959年11月刊登的《巩固》（Consolidation），也有可能是没有刊载的文章。
罗伯特·西尔柏格听说《星云科幻》后觉得不大可能会有多少美国作家向汉密尔顿投稿，所以马上开始把自有作品寄给杂志，事后觉得汉密尔顿对他帮助很大。1954年1月11日，杂志买下西尔伯格的处女作《戈耳工星球》（Gorgon Planet）。阿尔迪斯对汉密尔顿的看法和西尔伯格类似，称赞汉密尔顿是“对新手充满同情的编辑，而且很有耐心”。
其他在《星云科幻》发表早期作品的作家包括哈兰·艾里森、约翰·托马斯·菲利菲特（John T. Phillifent）和詹姆斯·怀特（James White）。科幻史学家麦克·阿什利（Mike Ashley）认为，汉密尔顿挑选的素材堪称“优秀作家各类作品”的典范，而且大多出人意表，只是这些作品如今因年代久远大多已知者寥寥，仅有阿尔迪斯的《史密斯爆裂传奇》（Legends of Smith's Burst）和《哑剧》（Dumb Show）等少部作品例外。杂志出版周期难以保证，所以只连载过一部小说，即肯·布尔默（Ken Bulmer）的《神的智慧》（Wisdom of the Gods），从1958年7月开始，共分四期。汉密尔顿还曾计划连载罗伯特·海莱因的小说，但尚未落实便被迫停刊。
杂志封面由杰拉德·奎因（Gerard Quinn）等人创作，其中包括埃迪·琼斯（Eddie Jones）的早期作品。科幻史学家菲利普·哈伯特（Philip Harbottle）认为，为《星云科幻》绘制封面的苏格兰画家以詹姆斯·斯塔克表现最佳，他从1956至1958年共为杂志创作九幅封面。科幻美术家兼美术史学家戴维·哈迪（David A. Hardy）称赞斯塔克“以严肃态度刻画出人类在科技面前不过蝼蚁”的思想。杂志内页插图由哈里·特纳（Harry Turner）等人创作，哈伯特认为他的作品有“半印象主义”风格，堪称“视觉震撼”。杂志封底从1954年10月开始刊登黑白画作，其中相当一部分是亚瑟·汤姆森（Arthur Thomson）的作品。作家肯·布尔默认为，这些封底画作让杂志呈现出“极其独特的风味”。
《星云科幻》是20世纪50年代英国科幻杂志的代表作品，不但深受作家欢迎而且据布尔默回忆还创作出许多作家和读者眼中其他杂志都无法企及的特殊魅力，“许多（科幻）爱好者都视其为最喜欢的英国科幻杂志”。图布曾在《星云科幻》刊登很多大获成功的小说，在他看来，作家为汉密尔顿写稿时首先想到的已经不是稿费，而是希望能写出好作品，他们都把《星云科幻》当成自家杂志，所有人一起组成快乐、融洽的大家庭。

## 书目详细信息
《星云科幻》共发行41期，主编均为彼得·汉密尔顿。其中前12期由冠点出版社发行，但从1953年12月开始不再标识出版社名称；汉密尔顿从1955年9月起直接充当出版商。除最后两期要价12.5便士外，其余各期均为十便士。
杂志采用加大文摘规格，长22厘米，宽14厘米。前三期为120页，之后三期增至128页，第七期130页，第八期136页，第九至12期128页，均下的均为112页。所有杂志按出版顺序编号，前八期分成两卷，每卷四期。
第30至39期《星云科幻》在美国出版，定价35美分，但比苏格兰推迟四个月，所以是从1958年9月发行至1959年6月。

### 脚注
1. 1 2  David Hardy, "Art and Artists", in Holdstock,Encyclopedia of Science Fiction, p. 129.
2. 1 2 3 4 5 6 7 8 9  Ken Bulmer, quoted in Harbottle & Holland, Vultures of the Void, pp. 81–85.
3. 1 2 3 4 5 6 7 8 9 10 11 12  Ashley, Transformations, pp. 86–89.

1956年12月《星云科幻》，封面由詹姆斯·斯塔克设计，科幻美术史学家戴维·哈迪称赞他“以严肃态度刻画出人类在科技面前不过蝼蚁”的思想

4. 1 2 3 4 5 6 7 8 9  Mike Ashley, "Nebula Science Fiction", in Tymn & Ashley, Science Fiction, Fantasy and Weird Fiction Magazines, pp. 419–423.
5. ↑  galaxy-195303.
6. ↑  Philip Harbottle, "Introduction", in Bounds, Best of Sydney J. Bounds, Vol. 1, p. 12.
7. 1 2 3  MeasuringWorth.
8. ↑  Ashley, History of the Science Fiction Magazine Vol. 3, pp. 68–71
9. ↑  Philip Harbottle, "Remembering Phil High", in Fantasy Adventures 13, p. 122.
10. ↑  Ashley, Transformations, p. 230.
11. ↑  Ashley, History of the Science Fiction Magazine Part 4, p. 42.
12. 1 2  Series: Nebula Science Fiction (Peter Hamilton).
13. ↑  Brian Aldiss, "Magic and Bare Boards", in Aldiss & Harrison, Hell's Cartographers, p. 191.
14. 1 2 3  Silverberg, Phases of the Moon, pp. 12–13.
15. ↑  Clute, Science Fiction: The Illustrated Encyclopedia, p. 103.
16. ↑  Richard Dalby & Mike Ashley, "Gerard Quinn", in Weinberg, Biographical Dictionary of Science Fiction and Fantasy Artists, pp. 224–225.
17. ↑  Richard Dalby, "Eddie Jones", in Weinberg, Biographical Dictionary of Science Fiction and Fantasy Artists, pp. 157–158.
18. ↑  Philip Harbottle, "James Stark", in Weinberg, Biographical Dictionary of Science Fiction and Fantasy Artists, pp. 257–258.
19. ↑  Philip Harbottle, "Harry Turner", in Weinberg, Biographical Dictionary of Science Fiction and Fantasy Artists, pp. 274–275.
20. ↑  Peter Nicholls and Frank H. Parnell, "Nebula Science Fiction", in Clute & Nicholls, Encyclopedia of Science Fiction, p. 861.
21. ↑  "Nebula Science Fiction", in Tuck, Encyclopedia of Science Fiction and Fantasy, Vol. 3, p. 578.